# Marion Schaefer
Marion Schaefer (* 16. August 1950 in Kremmen) ist eine deutsche Apothekerin und Professorin für Sozialpharmazie. Sie war Mitgründerin des Pharmaceutical Care Network Europe und gilt als eine der Vorreiterinnen im Bereich Klinische Pharmazie.

## Leben
Marion Schaefer wurde 1950 in Kremmen geboren. Nach dem Studium der Pharmazie an der Martin-Luther-Universität Halle-Wittenberg von 1969 bis 1973, promovierte sie ebendort 1977 zu dem Thema Arbeitsteilige Prozesse bei der Bedarfsforschung für Arzneimittel im Inland. Sie habilitierte sich 1984 an der Humboldt-Universität zu Berlin mit der Arbeit Methodenkritische Untersuchungen zur Systematisierung der Arzneimittelverbrauchsanalyse und ihrer Anwendungsmöglichkeiten.

## Schaffen
1985 bis 2001 lehrte Marion Schaefer Sozialpharmazie an der Humboldt-Universität zu Berlin. Während dieser Zeit absolvierte sie Forschungsaufenthalte in den USA und in den Niederlanden. Seit 1992 ist sie Adjunct Assistant Professor an der University of Illinois at Chicago. Von 1998 bis 2001 war sie Gastprofessorin für Arzneimittelepidemiologie und Sozialpharmazie an der Humboldt-Universität zu Berlin. Sie leitete zahlreiche Studien zum Thema Pharmazeutische Betreuung und war maßgeblich an der Entwicklung der methodischen Grundlagen beteiligt. 2001 initiierte sie den Masterstudiengang Consumer Health Care an der Humboldt-Universität zu Berlin. Im Jahr darauf wechselte sie mit dem Studiengang an das Institut für Klinische Pharmakologie der Charité – Universitätsmedizin Berlin und wurde dort Leiterin des Studiengangs sowie Gastprofessorin für Pharmakoepidemiologie. Seit 2006 ist sie zusammen mit Editha Räuscher Geschäftsführerin der Consumer Health Care – Science & Services GmbH, jetzt CHC – Science & Services / Schaefer & Räuscher GbR. Sie engagiert sich in zahlreichen Verbänden und Kooperationen zum Thema Pharmazeutische Betreuung und Epidemiologie wie der Deutsche Pharmazeutische Gesellschaft, dem Pharmaceutical Care Network Europe, der International Pharmaceutical Federation und dem Interdisziplinären Forschungsverbund Epidemiologie. 2018 wurde sie vom Weltverband der Apotheker mit einem dem sogenannten FIP-Fellowship ausgezeichnet. Dieses Stipendium ehrt Apotheker, welche sich für verschiedene Bereiche der Pharmazie einsetzen und zu ihrer Weiterentwicklung beitragen. Sie ist Autorin zahlreicher Beiträge für die Pharmazeutische Zeitung und Mitglied der Redaktionen der Zeitschriften International Journal of Clinical Pharmacy, International Journal of Pharmacy Practice und European Journal of Pharmaceutical Education.

## Engagement in Berufsverbänden
- 1990–2010: Vorsitzende der Fachgruppe Allgemeinpharmazie in der Deutschen Pharmazeutischen Gesellschaft[1][4]
- 1996: Gründungsmitglied des Pharmaceutical Care Network Europe[1]
- 1997: Gründungsmitglied der Förderinitiative Pharmazeutische Betreuung e.V.[1]
- Seit 1997: Mitglied der Arbeitsgruppe „Pharmazeutische Betreuung“ der Europäischen Vereinigung der Pharmaziefakultäten[4]
- Seit 1997: Mitglied des Ausschusses der Special Interest Group Pharmakoepidemiologie und Ökonomie innerhalb der FIP[6]
- Seit 2000: Vorsitzende des Vereins Consumer Health Care[3]
- Seit 2001: Mitglied des Berlin Center for Public Health und dem Interdisziplinären Forschungsverbund Epidemiologie[4][7]
- Seit 2005: Leiterin der internationalen Arbeitsgruppe Patient Safety der FIP[3]
- 2008–2016: Präsidentin der „Social and Administrative Pharmacy Section“ der FIP[3]
- 2009: Mitglied des wissenschaftlichen Beirates beim Bundesversicherungsamt für den morbiditätsorientierten Risikostrukturausgleich[8]

## Auszeichnungen
- 2018: FIP-Fellowship des Weltverbands der Apotheker FIP (International Pharmaceutical Federation)[6]